# حسن‌آباد گودرز
حسن‌آباد گودرز، روستایی از توابع بخش مرکزی شهرستان سقز در استان کردستان ایران است.

## جمعیت
این روستا در دهستان سرا قرار دارد و براساس سرشماری مرکز آمار ایران در سال ۱۳۸۵، جمعیت آن زیر سه خانوار بوده‌است.